# Прапор Томашпільського району
Пра́пор Томашпі́льського райо́ну — офіційний символ Томашпільського району Вінницької області, затверджений рішенням № 45 4 сесії Томашпільської районної ради 5 скликання від 26 вересня 2006 року. Автор проекту прапора  — Андрій Гречило.

## Опис
Прапор являє собою прямокутне полотнище зі співвідношенням сторін 2:3, розділений горизонтально на блакитну, жовту і червону смуги у співвідношенні 2:1:2. На верхній смузі розташована біла ромашка з жовтою серцевиною. На нижній смузі зображено білий лапчастий хрест, поверх якого щиток: на синьому полі білий півмісяць рогами до древка. З боку древка йдуть біла і жовта вертикальні смуги шириною 2/15 від довжини прапора; на білій смузі — червоно-чорний український орнамент.

## Значення
- На прапорі зображена стилізована літера «Т», що символізує назву району.
- Синий щиток зі срібним півмісяцем — давній герб Брацлавського воєводства, що означає приналежність району до подільського регіону.

## Інші версії
Джерело наводить інший варіант прапора, де герб розміщено на верхній смузі, а ромашка — на нижній.